# 일재 이항 묘비
일재 이항 묘비(一齋李恒墓碑)는 대한민국 전북특별자치도 정읍시 북면 보림리에 있는 묘비이다. 2017년 3월 31일 전라북도의 유형문화재 제246호로 지정되었다.

## 개요
노수신이 지은 비문의 내용을 통해 호남의 대표적 성리학자의 한 사람인 일재 이항의 행적과 학문 및 당대의 평가를 파악할 수 있으며, 조선시대 명필가로 평가받는 송인(宋寅)이 글을 쓴 묘비로 금석문 연구에 귀중한 자료이다.

## 같이 보기
- 이항

## 참고 자료
- 일재 이항 묘비 - 국가유산청 국가유산포털